# البرمجيات الحرة والحكومات
برغم حداثة شيوع استخدام نظام التشغيل لينكس إلا أن حكومات عديدة حول العالم انتقلت أو هي
 بصدد نقل كلي أو جزئي لاستخداماتها الحاسوبية إلى هذا النظام الحُرِّ مفتوح المصدر لما في استخدامه
 من ميزات إستراتيجية.

## التحول إلى البرمجيات الحرة
الانتقال إلى استخدام المؤسسات والهيئات الحكومية إلى نظام تشغيل حُرّ قد يكون مخططا ومنفذا مركزيا أو لا، 
 كما قد يكون نتيجة سياسة كليّة على مستوى الدولة أو لا.
```
إحداث تغييرات جذرية في البنية التحتية المعلوماتية ليس أمرا هيّنا، ودرجات النجاح 
```

أو الفشل في إتمام الانتقال تتوقف على مُحدِّدات عديدة تتباين فيما بين الدُّوَل؛ عوامل بشرية وإدارية
 وقانونية وسياسية.

## العوامل الدافعة للتحول
من العوامل التي تدفع الدُّول إلى السعي إلى الانتقال إلى البرمجيات الحرة في جهازها الإداري والخدمي:
- الضغوط التي تمارسها عليها منظمات مثل منظمة التجارة العالمية وتحالف الملكية الفكرية الدولي، لذا لجأت بعض الدول إلى لينكس والبرمجيات الحُرّة.
- البرمجيات المغلقة المقرصنة التي تنتجها شركات مثل ميكروسوفت وأبل وأوراكل وآي بي إم وغيرها غالية الثمن، وهو ما يتيح للحكومات ميزة تفاوضية عند البتّ في عطاءات الممارسات الحكومية نظرا لوجود بدائل أرخص.
- دول نامية مثل الهند وباكستان تتوافر بين مواطنيها المهارة اللازمة لصنع برمجيات بينما لا تتوافر لديها الأموال لشراء برمجيات بأسعار وعملات الدول المتقدمة.
- وقف نزيف الأموال إلى خارج البلاد حيث أن الشركات الكبرى المنتجة للبرمجيات الأساسية التي تستخدمها الحكومة شركاتٌ أجنبية من دول متقدمة تتقاضى أسعار البرمجيات بالعملات الصعبة.
- توظيف الإنفاق الحكومي في هذا القطاع لدعم صناعة برمجيات وتقنية محلية، بما لذلك من أثر في دفع الاقتصاد المحليّ.
- تفادي وقوع الحكومة أسيرة تقنيات غامضة مُغلقةٍ مملوكة لشركات بعينها لا يمكن لغير تلك الشركات تحسينها أو حتى إصلاح عيوبها، مما قد يمنع الحكومة لاحقا من استبدال نظمها المعلوماتية بما هو أفضل منها، ويُجبر الحكومة عمليا على تجديد عقود باهظة لدوام عمل النظم واستمرار الخدمات الجماهيرية أو التطبيقات الإستراتيجية التي تعتمد عليها
- تلافي خطر الاضطرار إلى إعادة إنشاء نظم معلوماتية حكومية بالكامل بما يستتبعه ذلك من تكلفة غير مبررة وتعطيل لوظائف إدارية حيوية في حال اختفاء الشركات الأجنبية المُوَرِّدَةِ للبرمجيات المُغلقة، أو إذا ما حظرت دول تلك الشركات تصدير تقنيات بعينها في حال تغيّر موازين السياسة الدولية
- توطين المعرفة في المجتمع بتحفيز شيوع المعرفة الفنية بين أبنائه بدل اقتصار دورهم على وظيفة البيع لحساب شركات أجنبية، وتأصيل قدرات حل المشكلات بأيدي أبناء المجتمع بما يوافق ظروفه المحلية، بما يؤدي إليه ذلك من نمو معرفي وتقدم مجتمعي بسبب دوران عجلة الدراسة والبحث العلمي والتقني والاجتماعي
- أخذ العامل الأمني في الاعتبار فيما يتعلّق بنظم المعلومات الوطنية ذات الطبيعة الحساسة التي تستلزم إبقاء جوانب بعينها من المعرفة المتعلقة بها في يد شركات وطنية .

## تبريرات المشككون في جدوى التحول
```
 يسوق المعارضون أو المشككون في إمكان نجاح تجارب الانتقال أسبابا من قبيل:
```

- تساوي أو زيادة تكلفة استخدام البرمجيات الحرة مفتوحة المصدر بالبرمجيات المغلقة التجارية إذا ما أخذنا في الاعتبار تكلفة التدريب وقيمة النظم القائمة التي سيتم إحلالها.
- عدم استقرار صناعة المعلوماتية الوطنية وعدم قدرة الشركات المحلية على الاستمرار بمستوى الأداء المطلوب لتطوير المشروعات الكبرى المعقدة وتقديم الدعم الفني والصيانة للنظم الحكومية
- ضعف المستوى التقني والابتكاري للصناعة المحلية نظرا لاقتصارها على دور ناقل التقنية
- الالتزامات التعاقدية الحالية مع الشركات الكبرى والمراكز القانونية لكل من الحكومة والشركات

## من تجارب حكومات
الولايات المتحدة
البيت الأبيض: في 2011 نقل البنية التحتية إلى نظام لينكس واعتماد نظام دروبال لإدارة المحتوى للموقع الرسمي
وزارة الدفاع: أكبر جهة حجما في استخدام نظام لينكس في العالم ويعمل أسطول الغواصات النووية الأمريكي بالكامل على لينكس
إدارة الطيران الفيدرالية: وفرت الإدارة 15 مليون دولار بتبنيها نظام لينكس
البحرية الأمريكية: يعمل نظام التحكم الأرضي لأسطول الطائرات على نظام لينكس
إدارة الأمن النووي القومي: تدير عاشر اسرع كمبيوتر فائق في العالم باستخدام نظام لينكس
البرازيل
تتيح الحكومة من خلال مبادرة قومية أنظمة كمبيوتر منخفضة التكلفة لفئات المواطنين المختلفة عن طريق تبني نظام لينكس
ألمانيا
تبنت مدينة ميونخ نظام لينكس وحولت 23 ألف جهاز إليه على مدار 8 سنوات بالإضافة إلى استخدام برامج حرة في جميع الأجهزة
مكتب التوظيف الفيدرالي: حول 13 ألف جهاز كمبيوتر من ويندوز إلى لينكس
إسبانيا
تعدّ الدولة الأولى في العالم قطعا لطريق التحول إلى نظام لينكس
الصين
البنك الصناعي التجاري الصيني: هو بنك حكومي حوّل أنظمة العمل في كل الفروع إلى لينكس وقوامها 20 ألف فرع
تستخدم الحكومة نظام لينكس في تصنيع المعالجات للوصول إلى الاستقلالية في التقنية بدون الاعتماد على شركات خاصة
باكستان
تستخدم نظم حرة في التعليم في المدارس والجامعات وتتيح المجال للخبراء في التدريب والتمكين من استخدام برمجيات حرة لتقليل التكلفة
فرنسا
البرلمان: حوّل أجهزة الكمبيوتر إلى نظام لينكس
البوليس: بدلا من الترقية إلى نسخة ويندوز جديدة وتدريب الموظفين عليها قاموا بتحويل 90 الف جهاز إلى لينكس والذي وفر لهم 50 مليون يورو
وزارة الزراعة: تستخدم نظام لينكس بشكل كامل
كوبا
قام طلاب جامعة تكنولوجيا المعلومات بتصميم نظام تشغيل مبني على لينكس وتبنته الحكومة في مكاتبها
الفلبين
استخدمت نظام لينكس بالكامل في تنظيم الانتخابات
ماليزيا
تحويل 703 من 724 جهة حكومية إلى نظام لينكس نظرا لجودته وانخفاض تكلفته
تركيا
تصميم نظام تشغيل خاص بالحكومة التركية مبني على لينكس
الجزائر
قامت وزارة الفلاحة سنة 2003 بإنشاء شبكة داخلية خاصة بها تمتد إلى جميع مديرياتها الولائية
 تعمل خوادمها ( حوالي 52 خادوم) ب ريدهات لينكس.